# Saroba silignia
Saroba silignia är en fjärilsart som beskrevs av Turner 1909. Saroba silignia ingår i släktet Saroba och familjen nattflyn. Inga underarter finns listade.